# Постолово (Подляское воеводство)
Постолово (пол. Postołowo) — деревня в Хайнувском повете Подляского воеводства Польши. Входит в состав гмины Хайнувка. Находится примерно в 4 км к северу от центра города Хайнувка. По данным переписи 2011 года, в деревне проживало 135 человек.
В 1960 году в деревне был установлен памятник погибшим партизанам.
В 1975—1998 годах деревня входила в состав Белостокского воеводства.